# 내사랑 짱구
"내사랑 짱구"는 1985년에 개봉한 대한민국의 영화이다.

## 캐스팅
- 손창민 : 진호 역
- 김희애 : 미혜 역
- 이희성
- 이성규
- 김용승
- 안문숙
- 박종근
- 우애라
- 이하나
- 박성규
- 임대호
- 김상순
- 허길무
- 박은수
- 장미영
- 김미희
- 신현옥
- 임택숙
- 윤상현
- 권용욱
- 양해청
- 이진희
- 최수훈
- 이성자
- 곽민희
- 황덕제
- 남포동 (특별출연)
- 최성관 (특별출연)
- 오형창 (특별출연)